# Sarah Banks
Sarah Banks (Calabasas, California; 23 de abril de 1997) es una actriz pornográfica afroestadounidense que ha hecho numerosos trabajos para Brazzers.

## Carrera
Se inició en la industria del entretenimiento para adultos en 2016 cuando tenía 19 años, su debut profesional fue en una serie llamada Round and Brown donde apareció únicamente en un episodio. Luego filmó con el distribuidor Mile High. Lo que la llevó a alcanzar la fama medianamente y atraer la atención de Brazzers Network en 2017 con los cuales filmó una escena, recibió una nominación en los Premios AVN a pocos meses de haber debutado. Durante el 2016 y el 2017 filmó varias escenas y películas para grandes estudios como Brazzers, Reality Kings, Evil Angel y Naughty America. En 2017 también se sometió a un aumento de pechos. Recientemente sigue trabajando como una de las estrellas de Brazzers, llegando a trabajar con actores veteranos de la industria, como Johnny Sins.